# Uk vz. 59
Uk vz. 59 (tiếng Séc: Univerzální kulomet vzor 59) là loại súng súng máy đa chức năng được phát triển bởi nhà máy sản xuất vũ khí Zbrojovka Vsetin tại Tiệp Khắc vào giữa những năm 1950. Súng vẫn còn được sử dụng và trang bị trong lực lượng quân đội Cộng hòa Séc và Slovakia cũng như đã được xuất khẩu với số lượng khá lớn.

## Thiết kế
Uk vz. 59 sử dụng cơ chế nạp đạn bằng khí nén với khóa nòng mở và chèn nghiêng chống vào khe trong thân súng. Ống trích khí nằm ở bên dưới nòng súng, khi bắn vỏ đạn sẽ được nhả ra qua một khe nằm bên dưới thân súng, khe này được che bởi một miếng chống bụi, nó sẽ mở ra khi bóp cò. Súng không có nút kéo lên đạn, thay vào đó nếu muốn lên đạn hay bỏ viên đạn còn trong nòng xạ thủ sẽ bấm vào một nút trên thân súng sau đó bóp giữ cò để miếng che bụi mở ra và đẩy cả tay cầm cò súng và cò súng ra phía trước sau đó kéo lại chỗ cũ. Nòng súng có thể thay một cách nhanh chóng giúp chống việc bị quá tải nhiệt khi bắn lâu.
Súng sử dụng loại đạn 7.62×54mmR nhưng sau đó cũng có mẫu để sử dụng loại đạn 7.62×51mm NATO, sử dụng dây đạn để nạp đạn. Dây đạn của súng là 50 viên có thể gắn nối niếp theo bất kỳ chiều dài nào. Súng có thể chuyển đổi qua lại giữa hai mẫu súng máy hạng trung và súng máy hạng trung chỉ bằng việc thay nòng súng và chân chống. Với mẫu hạng nhẹ nòng súng sẽ nhẹ và gắn chân chống chữ V, với mẫu hạng trung nòng súng sẽ nặng hơn để bắn được nhiều hơn trước khi quá nóng và gắn vào bệ chống ba chân.
Hệ thống nhắm cơ bản của súng là điểm ruồi nhưng cũng có thể gắn thêm ống nhắm 4X.